# Planggenstock (Uri)
Der Planggenstock ist ein Berg in der Schweizer Gemeinde Göschenen mit einer Gipfelhöhe von 2823 m ü. M.
Im Jahr 2005 wurde hier der «Schatz vom Planggenstock» entdeckt, eine Sammlung von grossen Bergkristallen. Der Fund ist im Naturhistorischen Museum Bern ausgestellt. Ein weiterer spektakulärer Fund wurde 2008 gemacht.

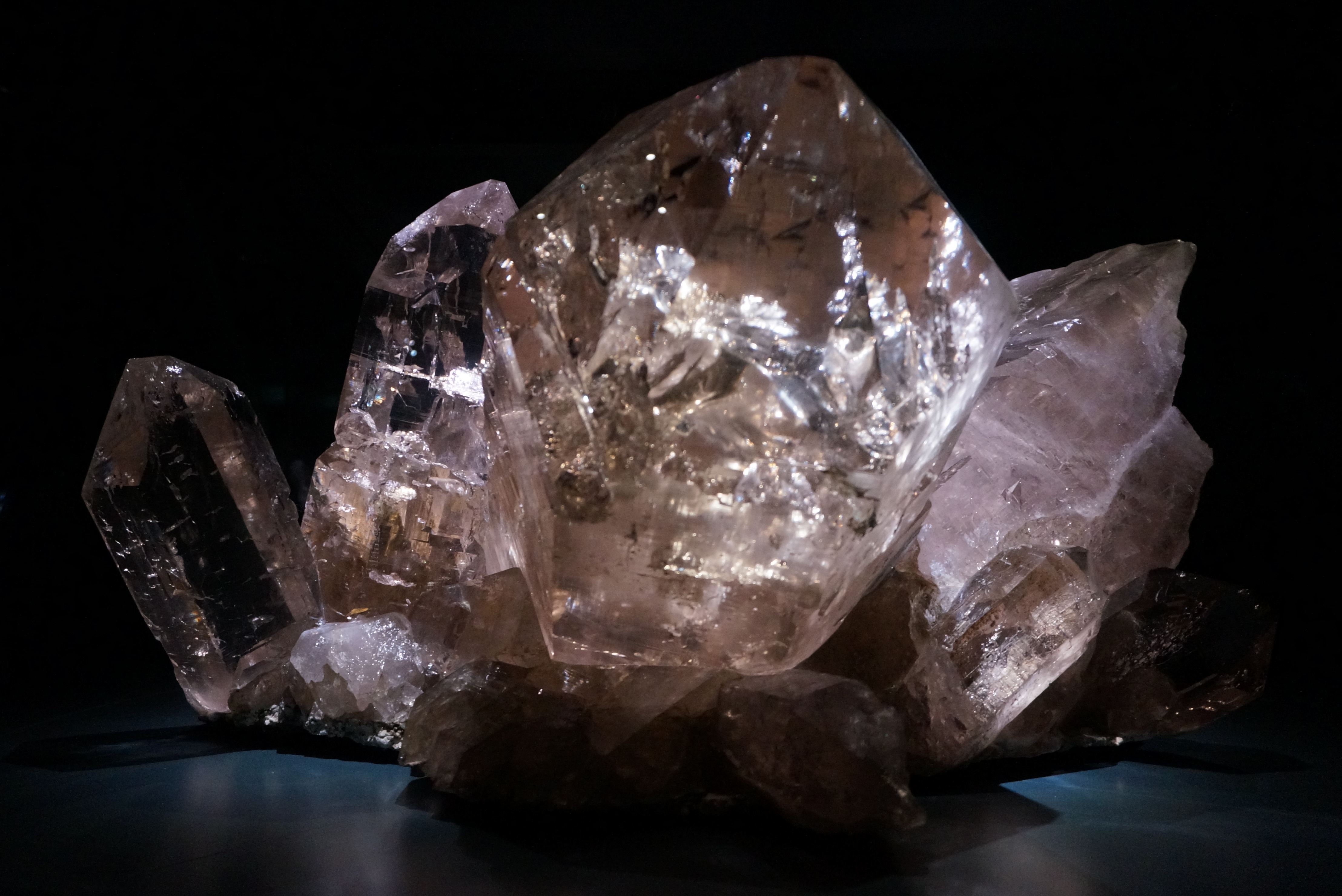
300-kg Kristall